# Loofbosspleetkooltje
Het loofbosspleetkooltje (Hysterium pulicare) is een schimmel die behoort tot de familie Hysteriaceae. Het leeft saprotroof op bast of dood hout van loofbomen en struiken. Het komt voor op loofbomen en struiken. Deze ascomeet is geen korstmos!

## Kenmerken
De hysterotheca (vruchtlichamen) zijn zwartachtig, ellipsoïde of tarwezaadvormig. Ze zijn vrij kort met een duidelijke diepe spleet bovenop en verschillende longitudinale groeven. 
De ascosporen zijn cilindrisch en bevatten drie septa. De kleur is doorzichtig en later worden ze bruin, maar de cellen aan de uiteinden blijven bleker. Ze meten 26-37 × 8-10 (12) µm. 
Het lijkt op Hysterium angustatum, maar hier zijn de ascosporen kleiner en homogeen gekleurd.

## Verspreiding
In Nederland komt het loofbosspleetkooltje vrij zeldzaam voor.

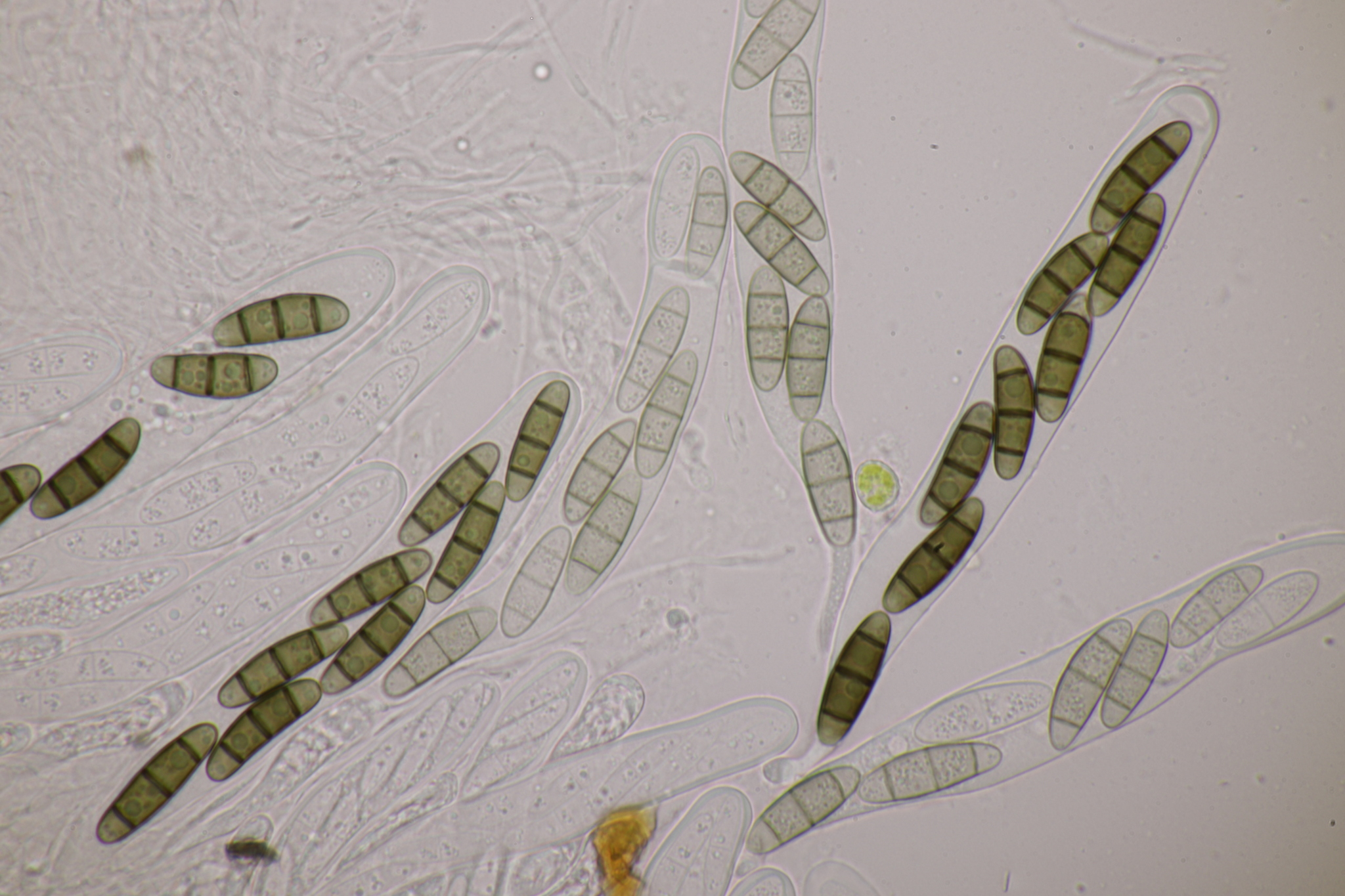
Ascosporen
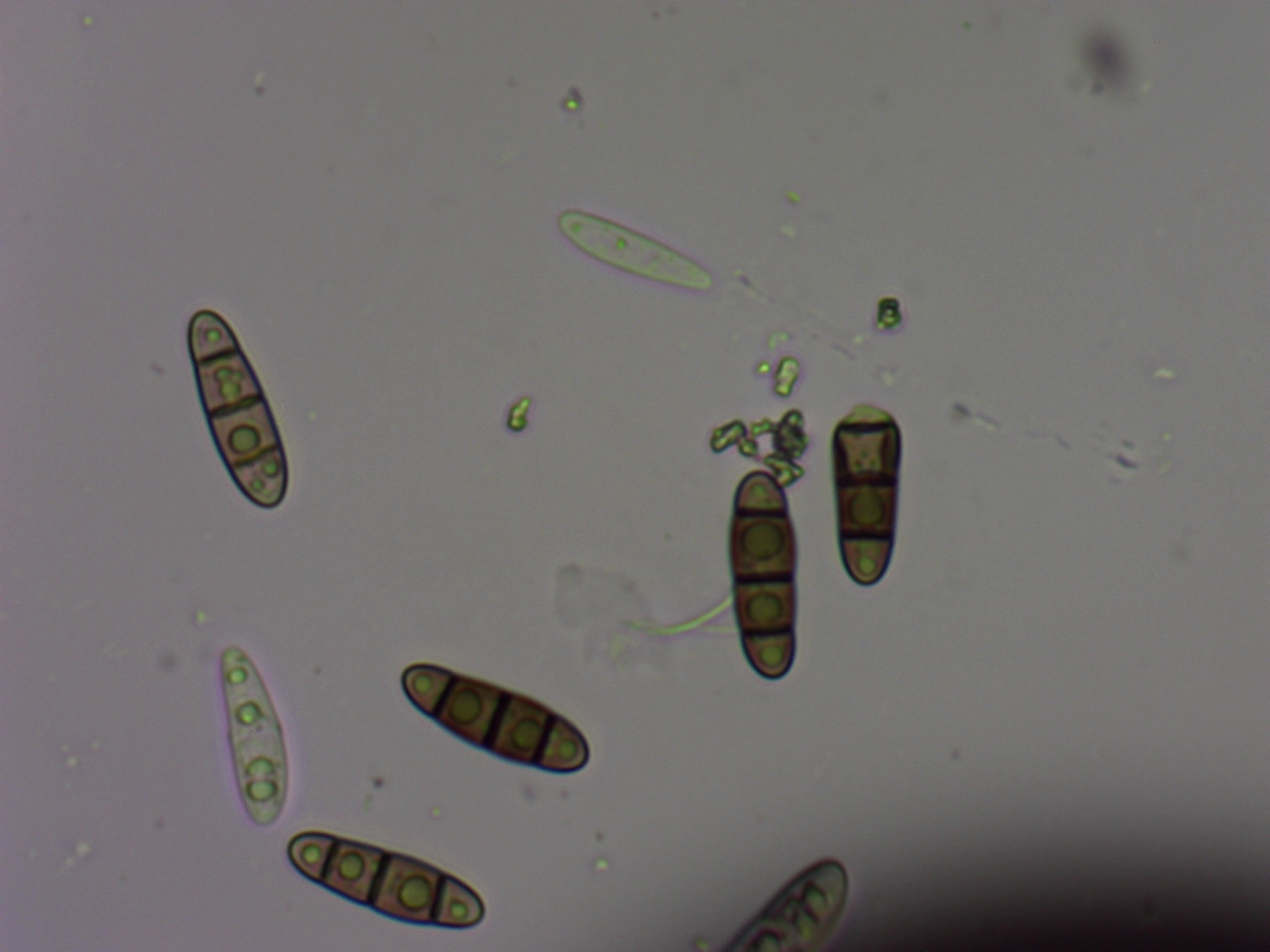
Ascosporen